# Gabriel Paraschiv
Gabriel Paraschiv (Moreni, 27 marzo 1978) è un ex calciatore rumeno, di ruolo attaccante.